# Hasičské muzeum Kočí
Hasičské muzeum Kočí je muzeum hasičské techniky v obci Kočí v okrese Chrudim v Pardubickém kraji. 
Muzeum bylo založeno v roce 2002 kvůli záchraně hasičské techniky, výstroje a výzbroje z hasičských stanic, které procházely modernizací. Ve sbírce muzea je vybavení a dokumenty související s požární ochranou. Muzeum mapuje vývoj požární ochrany od 19. století. Součástí expozice jsou hasičské uniformy z nejrůznějších států, dalšími exponáty jsou pracovní oděvy hasičů pocházející z Koreje, Litvy, Francie, Ukrajiny, Nizozemska nebo Jihoafrické republiky. Od roku 2015 muzeum sídlí v nových prostorách s plochou více než 524 m².

## Exponáty
Do sbírky muzea patří mimo jiné automobily:
- DA 12 Avia A31
- TA Tatra 613
- AS 16 IFA L/F
- ASC 16 Praga V3S
- AZ16 Robur LO 3000
- CAS 18 ZIL-130

nebo přívěsy:
- PS8
- PS12
- VTA
- BLA
- VP-200
- PLP

a mnoho dalšího.

## Návštěvy
Vjezd do muzea se nachází uprostřed obce Kočí u hlavní silnice I/17. Otevřeno je po předchozí telefonické domluvě. Prohlídka je možná v českém, anglickém, německém či ruském jazyce. Vstupné je dobrovolné.